# 索比山脊

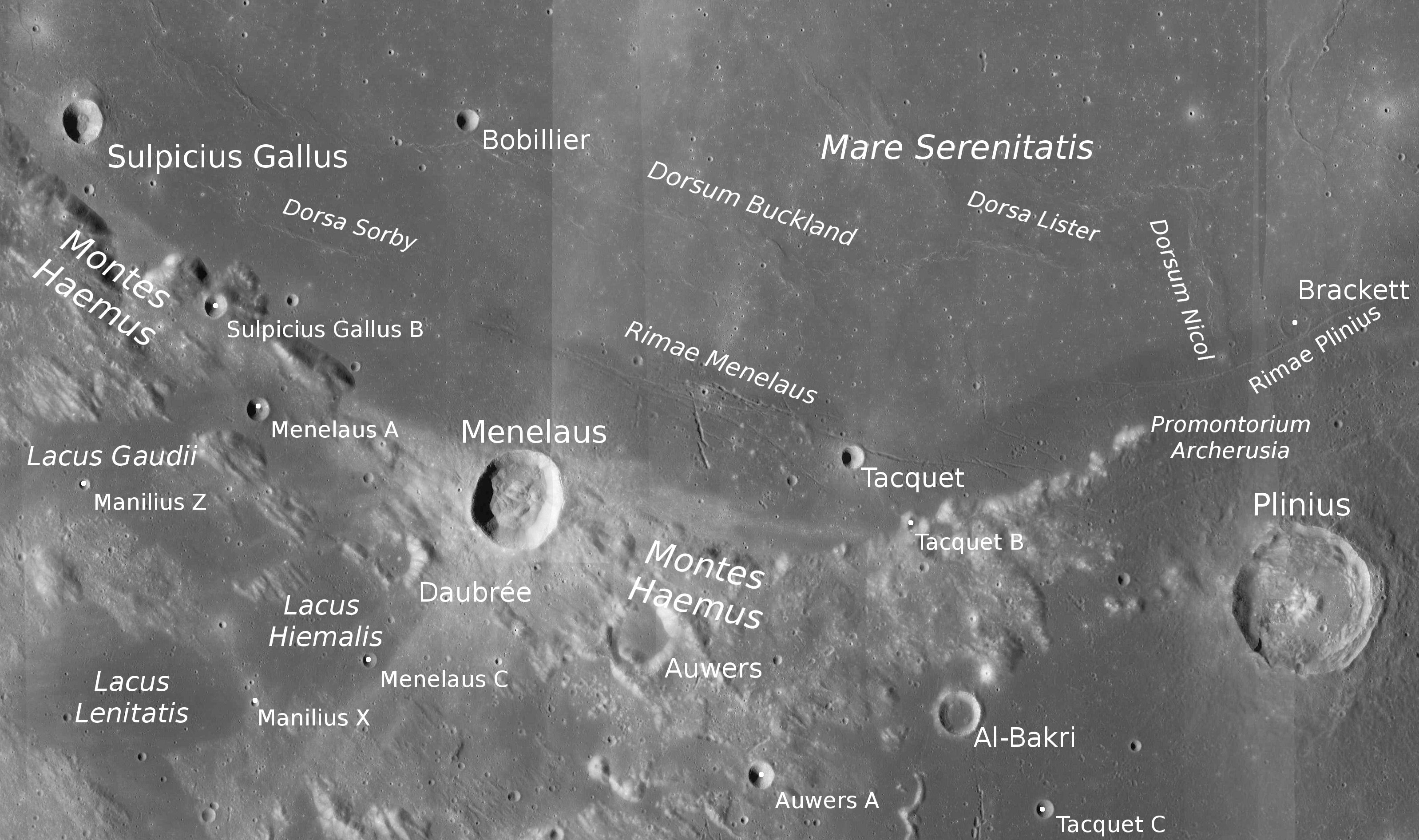
上左为苏尔皮基乌斯·盖路斯陨石坑，索比山脊位于它的下右方。月球勘测轨道飞行器拍摄

索比山脊(Dorsa Sorby)是月球澄海中一组皱岭，距苏尔皮基乌斯·盖路斯陨石坑东南约80公里，与海玛斯山脉的侧坡平行。其中心月面坐标为19°00′N 14°00′E / 19.0°N 14.0°E，全长80公里，名称取自英国地质学家"亨利·克利夫顿·索比"(Sergey Sergeyevich Smirnov，1826年5月10日-1908年3月9日)，1976年国际天文联合会在法国格勒诺布尔召开的大会上，该名称与其它众多月球地名一道被正式批准接受。

## 外部链接

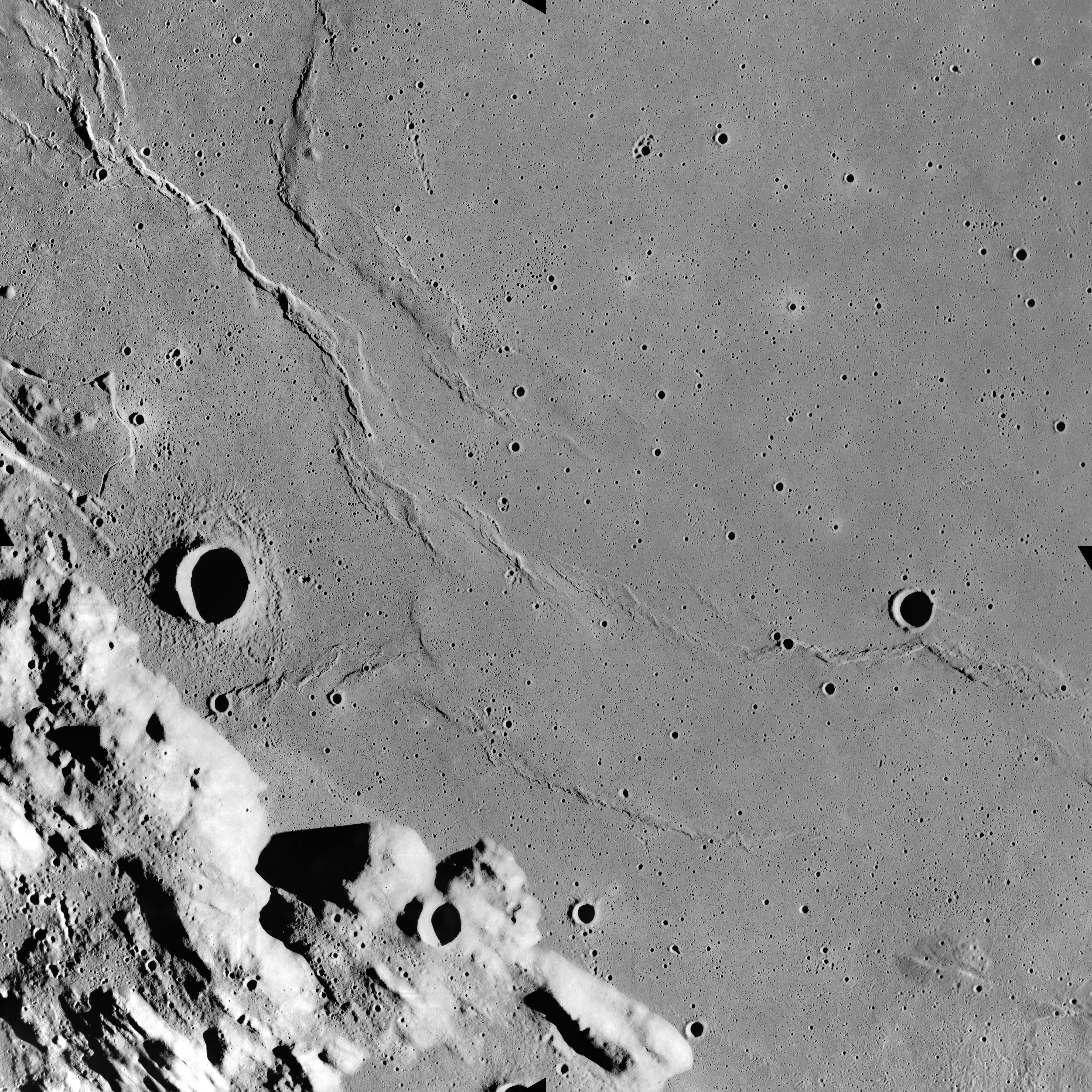
苏尔皮基乌斯·盖路斯陨石坑和索比山脊(阿波罗17号拍摄)